# 孫世偉 (政治人物)
孙世伟（1883年—1958年）字俶仁，浙江绍兴人。中华民国政治人物。

## 生平
孙世伟1907年毕业于日本法政大学，获法学士。归国后，他获授法科举人，任职于清朝法部。
中华民国成立后，民国元年（1912年），他出任浙江都督府秘书。民国2年（1913年）2月，他任浙江省实业司司长。同年9月，他署浙江省内务司司长。民国3年（1914年）6月，他署浙江瓯海道尹。同月，他调任福建汀漳道尹。民国6年（1917年）6月，他任河南省政务厅厅长，1922 年去职。
民国17年（1928年）3月，他任直隶省省长。同年6月去职。后来，他曾任浙江实业银行监察人及该银行杭州分行经理。
1958年，孙世伟逝世。